# Gulo gulo
Pour les articles homonymes, voir Glouton d'Amérique et Carcajou (homonymie).
Pour le personnage des X-men, appelé Glouton dans certaines éditions des comics, voir Wolverine.
Glouton, Carcajou, Glouton arctique, Glouton boréal
Genre
Espèce
Répartition géographique
Statut de conservation UICN

 LC  : Préoccupation mineure
Gulo gulo, le carcajou ou glouton , également connu sous son nom anglais de wolverine, est une espèce de mammifères au régime alimentaire omnivore à dominance carnivore. Solitaire et farouche, il vit dans la taïga et la toundra d'Amérique du Nord et d'Eurasie.
Il fait partie de la famille des mustélidés. Il est la seule espèce du genre Gulo.
Il peut être très dangereux et agressif, ce qui lui vaut une réputation d'animal redoutable dans la culture populaire. Au Canada, il est qualifié d'« animal le plus féroce du Grand Nord ».
Le poids d'un mâle adulte peut atteindre 18 kg.

## Nomenclature et étymologie

### Dénominations
- Nom scientifique : Gulo gulo  (Linnaeus, 1758)
- Noms vulgaires (vulgarisation scientifique) recommandés ou typiques en français : Glouton (Europe)[3],[4],[5],[6] ou Carcajou (Canada)[3],[5],[7]. Plus rarement Glouton arctique ou Glouton boréal[6].
  - Les sous-espèces sont appelées Glouton d'Europe (Gulo gulo gulo), Glouton d'Amérique du Nord (Gulo gulo luscus)[6].
- Autres noms vulgaires ou noms vernaculaires (langage courant) pouvant désigner éventuellement d'autres espèces : dans le langage courant, « glouton » désigne plutôt la sous-espèce européenne et « carcajou » la sous-espèce canadienne, tandis que « glouton d’Amérique » est plus rarement utilisé au Canada[8]. « Blaireau du Labrador » est aussi parfois employé pour désigner le carcajou, mais porte à confusion[8]. Le terme désuet « wolvérène »[9] ou « wolverène », de l'anglais wolverine ou wolverene[8], peut être trouvé dans certains textes anciens[10].

Cette espèce est parfois confondue avec le blaireau d'Amérique (Taxidea taxus), appelé aussi carcajou en Europe, à la suite d'une association linguistique erronée, ou encore avec le kinkajou (Potos flavus), un petit carnivore d'Amérique du Sud.

### Origine du nom
Le nom français « glouton » fait référence à la voracité de l'animal. Il pourrait cependant être le résultat d'une dérive étymologique : en Scandinavie, où l'on trouve encore cet animal, son nom ancien était « fjällfräs », « fjellfras » ou « fjellfross », ce qui signifie à peu près « fauve des montagnes ». En norvégien, le nom « jerv » trouve son origine dans le norrois, ou norvégien viking médiéval, avec le mot « jerfr » qui signifiait brun. Ce mot se serait transmis en allemand sous la forme « Vielfraß », qui signifie « qui mange beaucoup », traduit en français par « glouton » et en latin par « gulo ».[réf. souhaitée]
Son nom québécois de « carcajou » est d'origine algonquienne. C'est une modification québécoise de « Kwi'kwa'ju », nom donné à l'animal par la nation des Micmacs, l'une des Premières Nations du Canada ; « Kik'wa'ju » signifie « esprit malin » en langue micmaque. Le carcajou étant plus rusé que le renard et doué d'une force peu commune, il possède des facultés hors du commun pour échapper aux chasseurs et, s'il se fait prendre, tente par tous les moyens de s'échapper ; il possède avant tout un instinct de survie des plus impressionnants, d'où le nom « d'esprit maléfique » que lui donnèrent les Micmacs.[réf. souhaitée]

## Description
Il ressemble un peu à un gros furet pesant de 8 à 18 kg (30 kg maximum) et ayant une queue velue. Sa fourrure est dense et ne retient pas l'eau, ce qui lui permet de résister aux grands froids caractéristiques de son aire de répartition. Il mesure de 75 à 110 cm. Il a une tête ronde et large, de petits yeux et des oreilles courtes et arrondies. Ses pattes sont courtes et robustes et chaque pied compte cinq orteils. Ses longues griffes sont courbées et semi-rétractiles, il peut donc les rentrer partiellement. Elles lui servent à grimper et à creuser. Ses dents sont solides. Les mâles adultes pèsent de 12 à 18 kg en moyenne. Les femelles pèsent 8 à 12 kg en moyenne. Les gloutons du nord sont généralement plus gros que ceux du sud. On reconnaît le glouton grâce à son masque facial et sa queue touffue.
Lors d'une expérience scientifique, un glouton a été muni d'un récepteur GPS qui a permis de montrer qu'il pouvait gravir un dénivelé de près de 1 500 m de roches et de glaces et parvenir à un sommet de plus de 3 000 m d'altitude, cela en moins de 90 minutes.

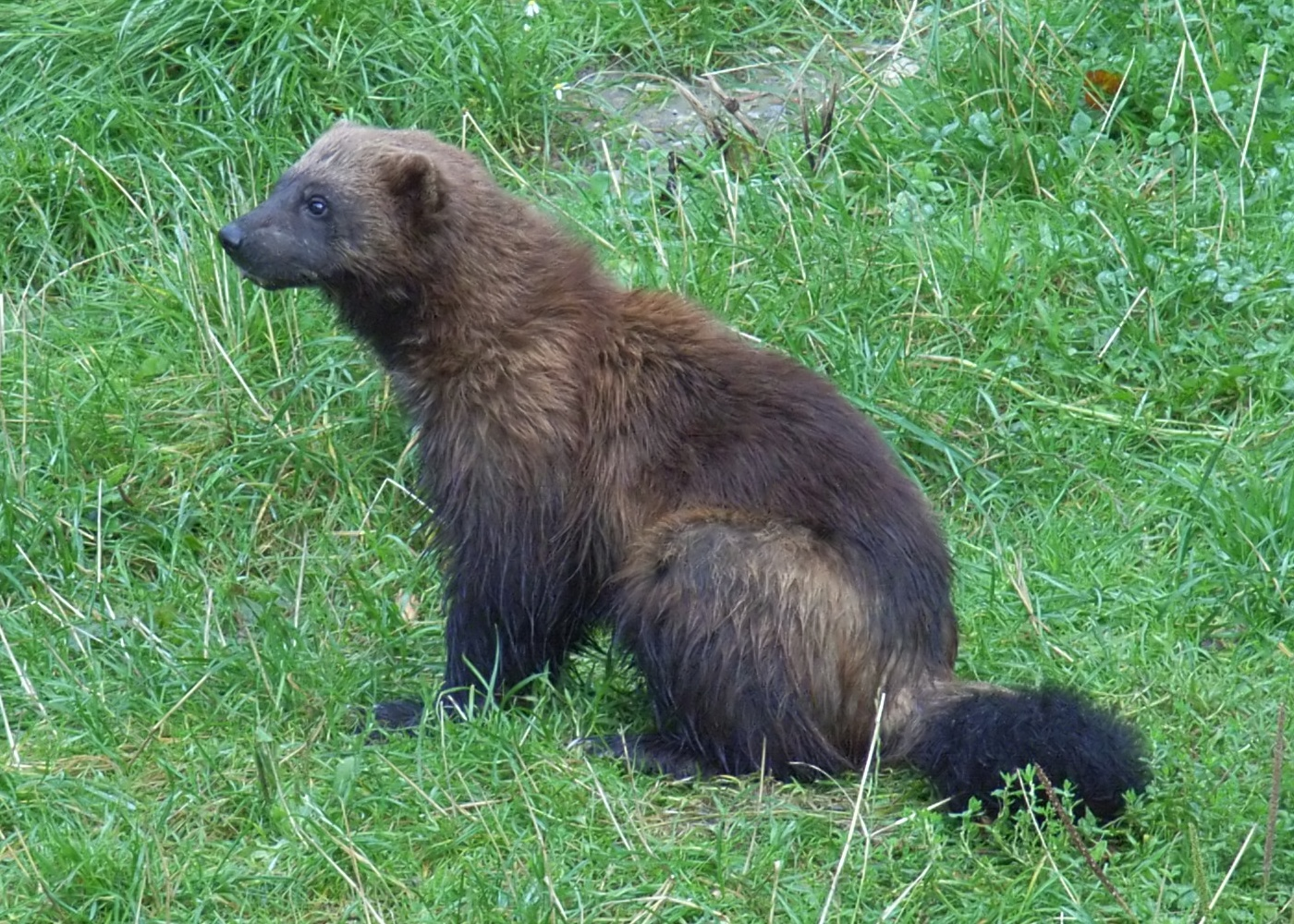
Glouton vu de côté.
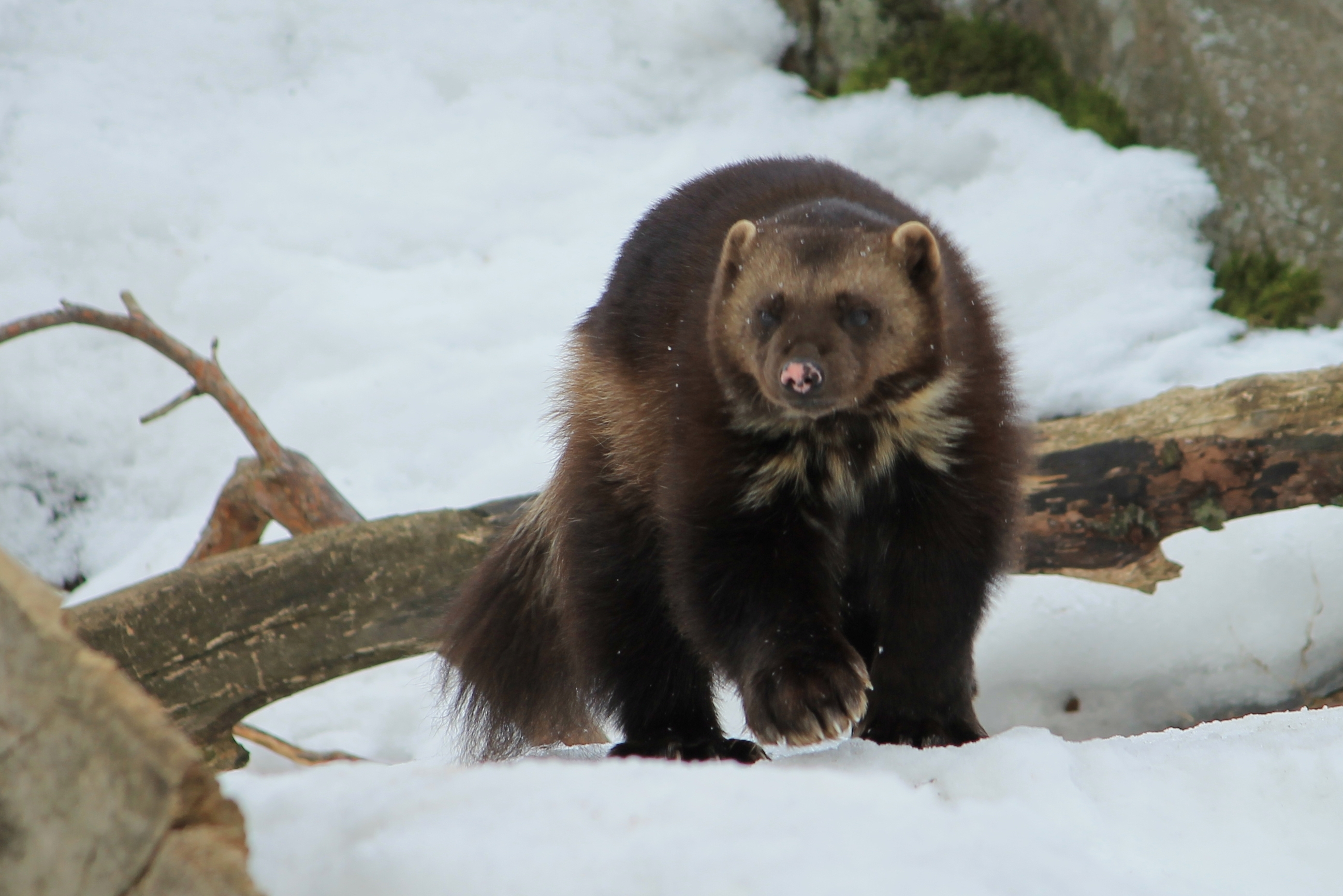
Glouton vu de face.
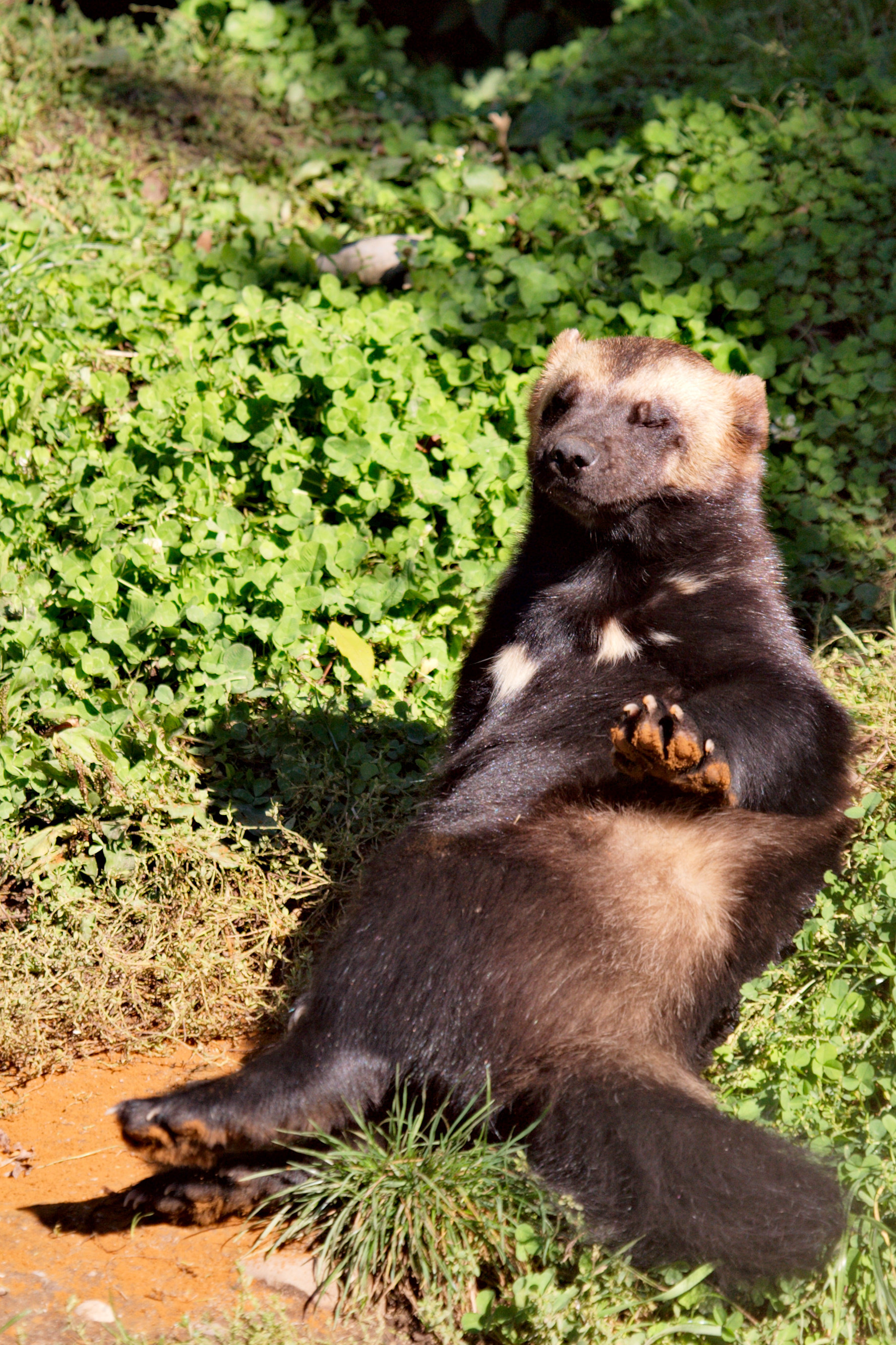
Glouton couché sur le dos.
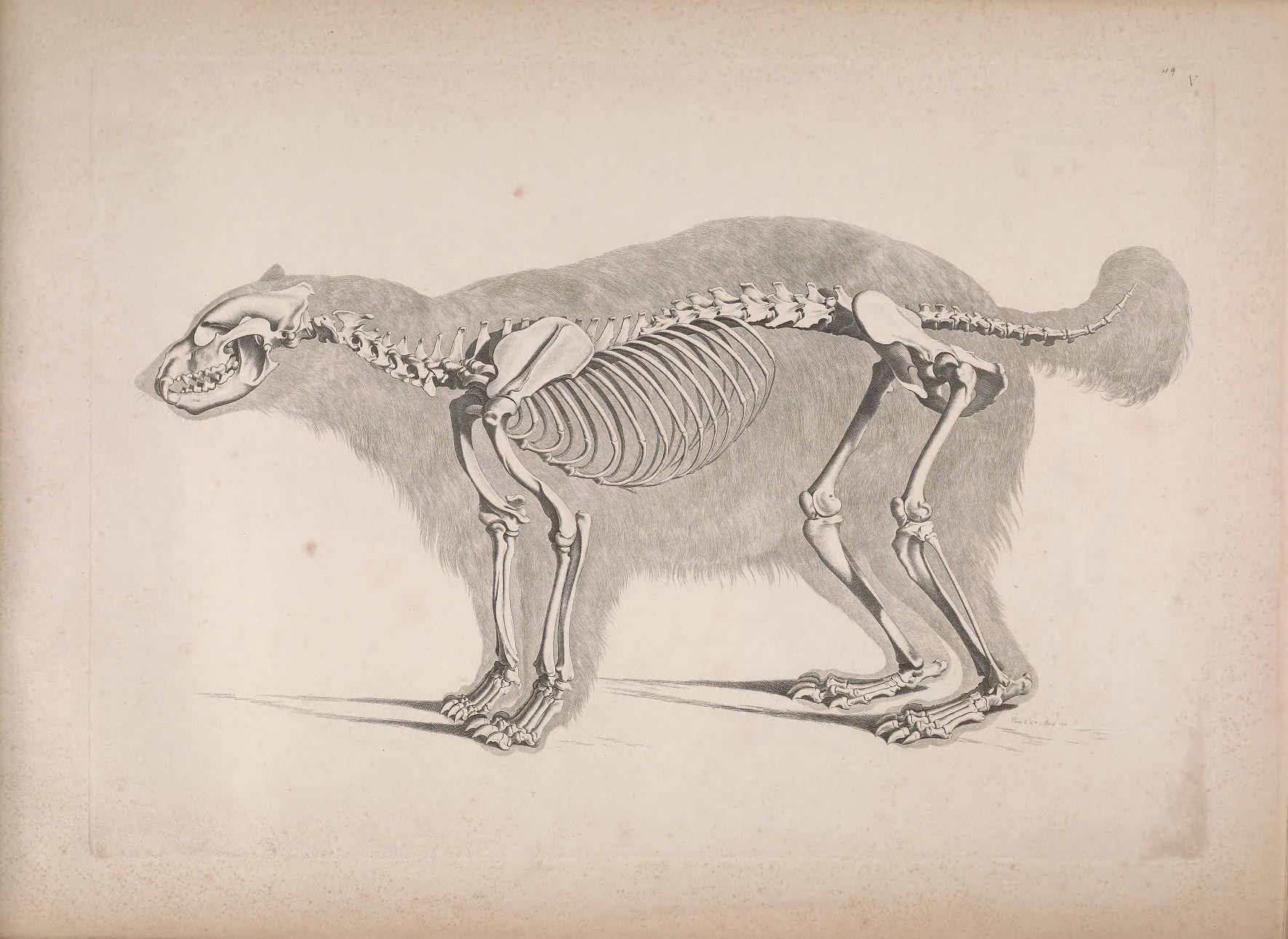
Squelette de Gulo gulo.
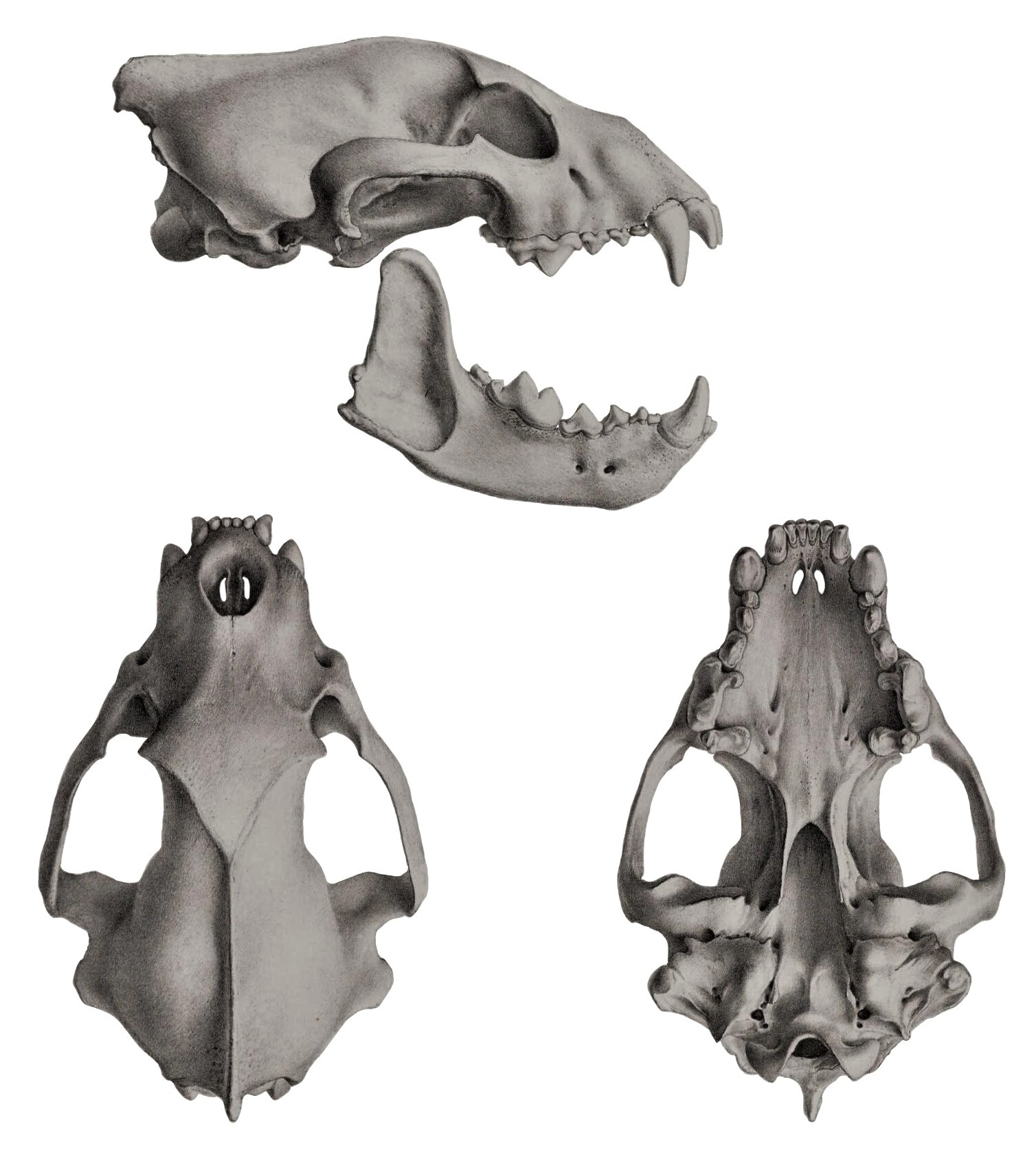
Crâne de Gulo gulo.

## Écologie et comportement

### Régime alimentaire
Le glouton se nourrit le plus souvent de carcasses de gros animaux morts de causes naturelles ou tués par des ours ou des loups.
Il mange aussi des campagnols, des lièvres, les larves d'insectes, des œufs d'oiseaux et des baies ; il s'attaque parfois au castor du Canada, au renard roux ainsi qu'au porc-épic d'Amérique et à d'autres rongeurs, voire à des rennes. Il lui arrive aussi de cacher de la nourriture sous la neige après l'avoir imprégnée de sa forte odeur, dissuadant ainsi tout intrus de la lui dérober. Bien adapté à la vie de charognard, le glouton a des dents et des mâchoires robustes qui lui permettent de broyer de gros os et de manger de la viande gelée. Comme il n'est pas très efficace à la chasse
, il dévore souvent des animaux pris au piège. Il peut plus rarement s'attaquer à des proies beaucoup plus volumineuses, comme l'ours ou l'orignal. Parfois il s'introduit dans les cabanes, ce qui ne lui attire guère la sympathie des trappeurs. Son odorat très fin lui permet de détecter la présence de nourriture sous une épaisse couche de neige jusqu'à 6 mètres. Quand il ne trouve pas de nouvelle carcasse, il retourne vers une précédente et mange ses os gelés. Le glouton parcourt environ 40 km par chasse.
Il peut parfois tuer un renne (en Suède et Finlande), un caribou des bois ou un orignal. Il s'attaque notamment à la femelle gravide et moins souple, au jeune ralenti par la neige ou à l'animal affaibli par la maladie. Il a été filmé attaquant et tuant un loup attiré par sa progéniture.
Certains lui attribuaient autrefois en Amérique du Nord le don de pouvoir chasser en coopération avec des renards, ce que rapporte Chateaubriand dans ses récits de voyages en Amérique. Selon la description au moins en partie fantaisiste qu’il en donne, « la manière dont il chasse l'orignal avec ses alliés les renards est célèbre. Il monte sur un arbre, se couche à plat sur une branche abaissée, et s'enveloppe d'une queue touffue qui fait trois fois le tour de son corps. Bientôt on entend des glapissements lointains, et l'on voit paraître un orignal rabattu par trois renards, qui manœuvrent de manière à le diriger vers l'embuscade du carcajou. Au moment où la bête passe sous l'arbre fatal, le carcajou tombe sur elle, lui serre le cou avec sa queue, et cherche à lui couper avec les dents la veine jugulaire. L'orignal bondit, frappe l'air de son bois, brise la neige sous ses pieds : il se traîne sur ses genoux, fuit en ligne directe, recule, s'accroupit, marche par sauts, secoue sa tête. Ses forces s'épuisent, ses flancs battent, son sang ruisselle le long de son cou, ses jarrets tremblent, plient. Les trois renards arrivent à la curée : tyran équitable, le carcajou divise également la proie entre lui et ses satellites. Les Sauvages n'attaquent jamais le carcajou et les renards dans ce moment : ils disent qu'il serait injuste d'enlever à ces autres chasseurs le fruit de leurs travaux. »

### Reproduction
L'accouplement a lieu entre mai et juillet et l'espèce ne produit qu'une portée par année. Certaines femelles ne procréent qu'une fois tous les 2 ou 3 ans. Les petits, au nombre de 1 à 5, naissent entre le mois de février et mai. La période active de la gestation dure 30 à 40 jours. Les embryons subissent une implantation différée. Les nouveau-nés ont les yeux fermés et leur corps est couvert d'un fin pelage frisé. Ils sont sevrés à 9 ou 10 semaines et matures à 1 ou 2 ans. Peu de petits survivent à leur première année car certains sont victimes de prédation ou meurent de faim. Les jeunes gloutons grandissent rapidement. Ce taux de croissance rapide continue après que la mère a cessé d'allaiter.
Le glouton peut vivre au moins 10 ans à l'état sauvage, et en captivité il peut atteindre l'âge de 15 ans.

### Comportement
Le glouton est un animal essentiellement solitaire. Cependant, il semblerait que les membres d'une même famille se tolèrent extrêmement bien entre eux. Il peut être particulièrement agressif face aux autres animaux, surtout lorsqu'il se sent menacé. On prétend qu'il sait protéger ses captures contre les attaques de loup et même d'ours brun. Il ne défend pas son territoire, mais signale sa présence en déposant sur le sol ou sur un tronc d'arbre, le long des sentiers qu'il fréquente, les sécrétions musquées de ses glandes anales. Parfois, il gratte le sol à la manière d'un chien ou ronge l'écorce de certains arbres.
À part l'homme qui le trappe pour sa fourrure, le glouton connaît peu de prédateurs : le loup gris, l'ours et éventuellement le puma.

## Répartition et habitat

### Répartition géographique
Autrefois présent presque partout dans l'est du Canada, il ne se retrouve plus aujourd'hui qu'en petit nombre dans le nord-ouest de l'Ontario et dans le nord du Québec, où certains spécimens continuent d'être observés occasionnellement. Aux États-Unis il est présent principalement dans le secteur nord des montagnes Rocheuses mais on l'observe quelquefois jusqu'en Californie, dans le parc de Yosemite. L'espèce, qui a perdu 37 % de son aire de répartition historique en Amérique du Nord, est toutefois plus abondante dans l'ouest du Canada et en Alaska. 
Elle a une distribution circumpolaire : outre l'Amérique du Nord, on la trouve en Scandinavie ainsi que dans le nord de l'Eurasie. La distribution historique de l'espèce est mal connue en Eurasie mais pourrait inclure des régions montagneuses plus au sud comme les Alpes, les Carpates et l'Himalaya. Les populations actuelles sont confinées à la Norvège, la Suède, la Finlande et la Russie jusqu'à 60° de latitude comme limite au Sud.

### Habitat
Le glouton fréquente la grande forêt de conifères (taïga) et la toundra. Il occupe habituellement un domaine d'environ 400 km2 qu'il patrouille en suivant régulièrement les mêmes sentiers. Toutefois, selon l'abondance et la répartition de ses proies, son territoire peut être encore plus vaste, généralement afin de suivre les troupeaux migrateurs de caribous. On a déjà suivi certains individus dans la neige sur une distance de 60 à 80 kilomètres.
Dans son aire de répartition, il préfère généralement des régions éloignées, à l'écart des humains. Les caractéristiques précises du milieu sauvage dont il dépend demeurent toutefois inconnues. Il est très rarement observé d'autant plus qu'il a été pourchassé. Par exemple, il ne s'est réinstallé ni au Québec ni au Labrador malgré l'abondance de caribous et l'habitat tranquille. Étant donné le manque de connaissances qu'on a sur lui, il est difficile de protéger et de gérer son habitat. Le mâle couvre un territoire de plus de 1 000 km2 alors que la femelle couvre un territoire de moins de 100 km2. Sa population a fortement diminué en Finlande : évalués à moins de 300 spécimens au nord de la Finlande.
Il s'abrite habituellement sous une souche, dans un buisson ou même à l'intérieur d'une carcasse d'animal. Parfois, il se couche en rond dans la neige sous un arbre. Les grottes font aussi de parfaits abris pour les gloutons. Considérant qu'il chasse jour et nuit, et à longueur d'hiver, il ne s'abrite donc que rarement, même par les temps les plus rudes.

## Classification

### Liste des sous-espèces
Selon Mammal Species of the World (version 3, 2005)  (31 mai 2013) et Catalogue of Life (31 mai 2013) :
- Gulo gulo albus (Kerr, 1792)
- Gulo gulo gulo (Linnaeus, 1758) - glouton[8] ou Glouton d'Europe[6]
- Gulo gulo katschemakensis Matschie, 1918
- Gulo gulo luscus (Linnaeus, 1758) - carcajou[8] ou Glouton d'Amérique du Nord[6]
- Gulo gulo luteus Elliot, 1904
- Gulo gulo vancouverensis Goldman, 1935

## Cohabitation avec l'être humain

### Menaces et conservation

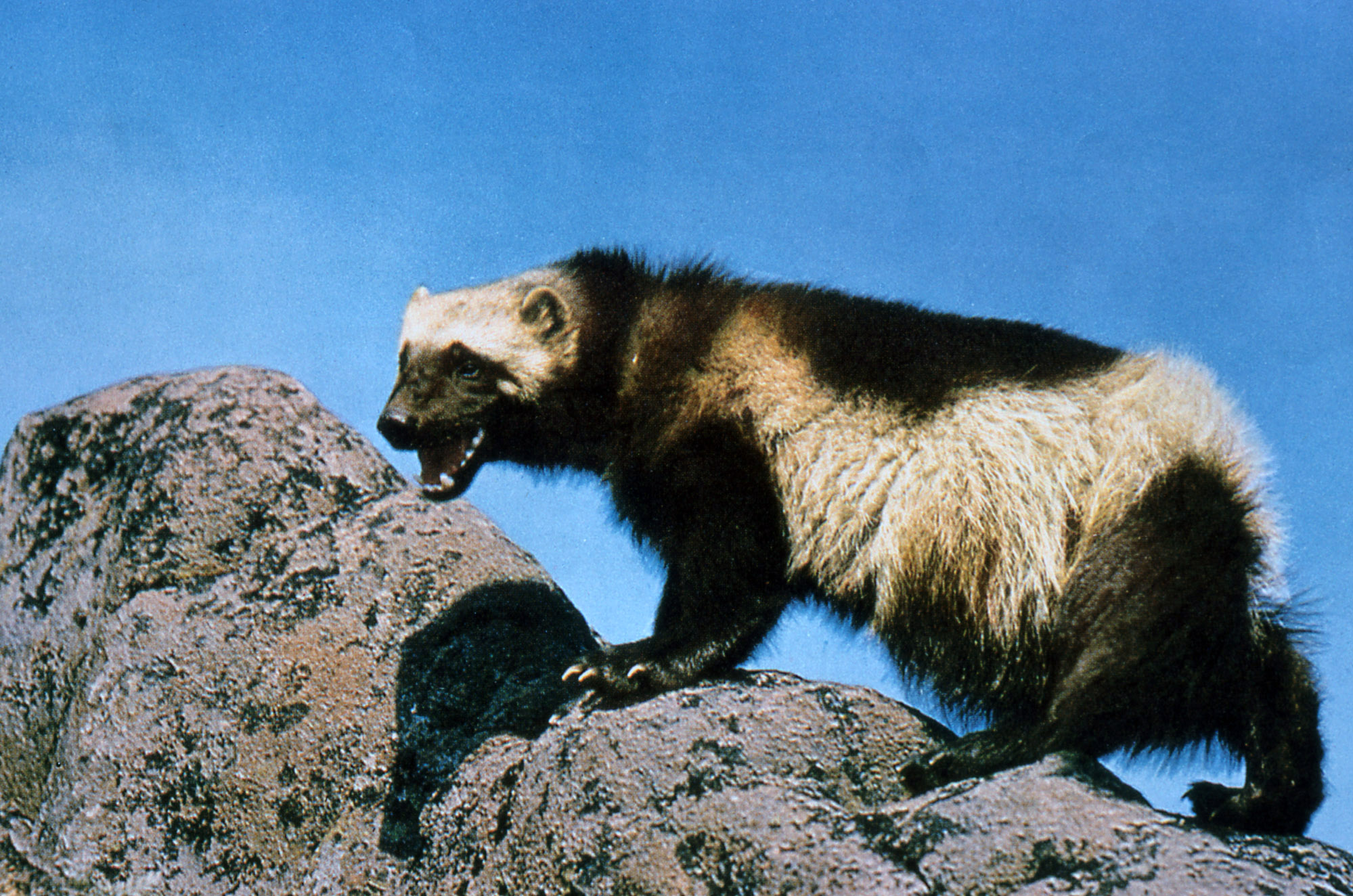
Glouton d'Amérique du Nord.

Une partie importante de l'habitat naturel du carcajou a été détruite ou fragmentée en raison du développement urbain, des exploitations agricoles et des activités forestières. La baisse des populations de gloutons est aussi attribuable à la chasse, au piégeage et à l'utilisation d'appâts empoisonnés destinés aux loups. La rareté du glouton pourrait aussi être expliquée par la baisse des populations de loup gris. Les carcasses d'animaux tués par ces derniers sont en effet pour lui une source importante de nourriture. Le carcajou est en danger de disparition dans tout l'est du Canada. Une récente étude montre que le changement climatique pourrait mettre en danger le carcajou dans la partie continentale des États-Unis du fait d'une augmentation considérable des températures estivales et de la raréfaction de la neige.

### Captivité

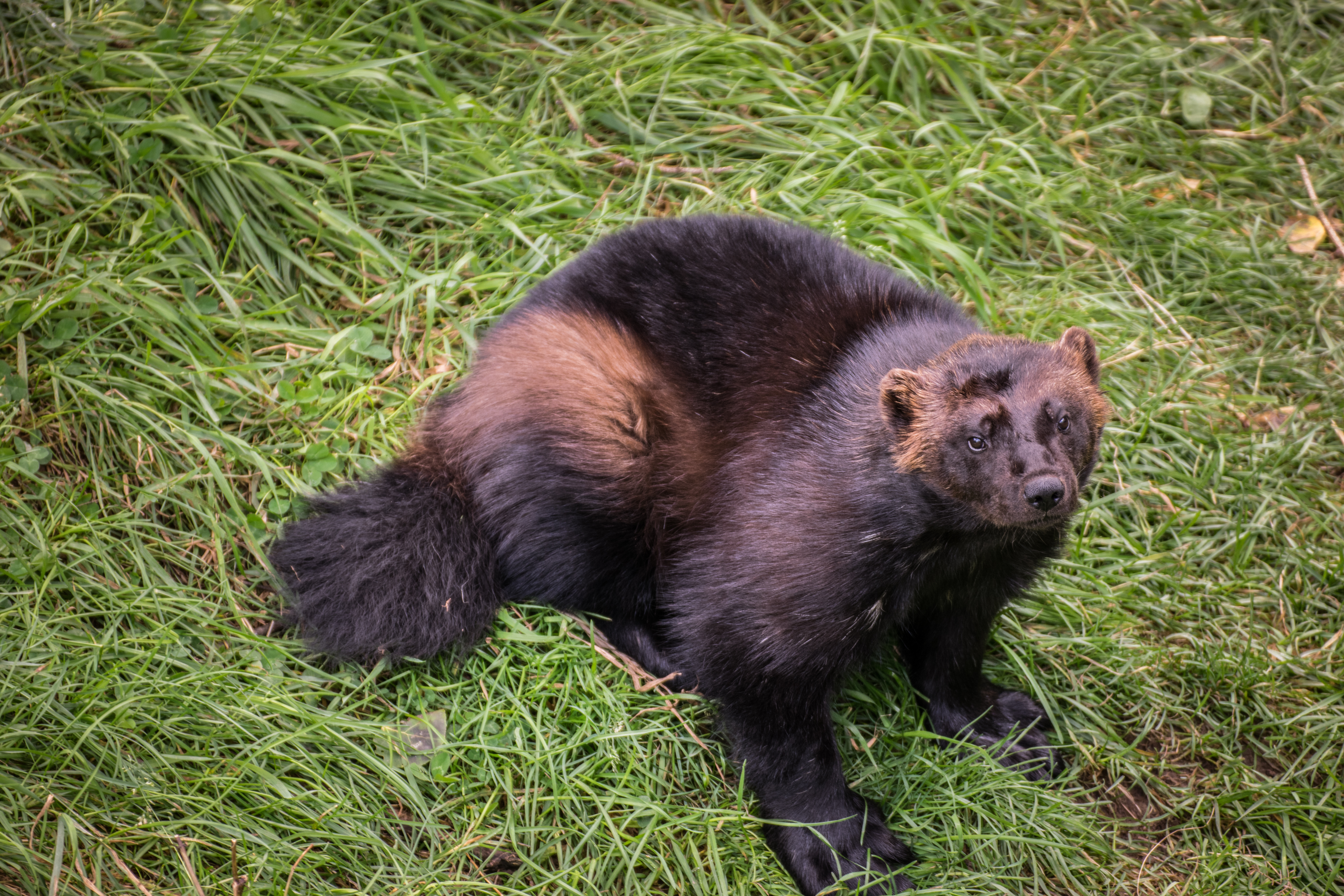
Un Carcajou au zoo sauvage de Saint-Félicien au Québec

L'animal est rare en captivité : il peut être observé dans six parcs animaliers ou zoos en France : à la Réserve zoologique de Calviac, au Parc animalier d'Auvergne, au Parc zoologique de Paris (ex Zoo de Vincennes), en Moselle au parc animalier de Sainte-Croix depuis 2016, à EcoZonia dans les Pyrénées-Orientales et au Zoo d'Amnéville, où Vasil le glouton cohabite avec Oural l'ours brun. En Belgique, la réserve du Domaine des Grottes de Han héberge des gloutons. Au Canada, plus spécifiquement au Québec, le visiteur peut le voir au Zoo sauvage de Saint-Félicien, dans la région du lac Saint-Jean.
En Suède, on en trouve dans au moins deux zoos : celui qui se trouve à Skansen, à Stockholm, et au Nordens Ark, sur la côte ouest. En Finlande, on peut observer un glouton au zoo de Ranua.

### Dans la culture populaire
- Le glouton a été accusé des crimes de la « bête du Gévaudan » (également soupçonnée d'être un Lycaon de grande taille[29]). Il s'agit de l'une des nombreuses hypothèses concernant la nature de cette créature, car il correspond au profil fait de la bête par les victimes : raie noire sur le dos orné d'épines et flancs rouges (fauve).
- L'organisation de résistance à l'occupation soviétique des États-Unis porte le nom anglais de cet animal (Wolverine) dans le film L'Aube rouge.
- L’unité de lutte contre les motards criminalisés mise sur pied par la Sûreté du Québec en 1996 était nommée escouade Carcajou.

#### Bandes dessinées
- Un super-héros canadien porte le nom anglais de cet animal (Wolverine). Dans les premières traductions françaises des comics où il apparaît, son nom est bien traduit par « le Glouton ». Cependant, lorsqu'il devint un personnage important de la série X-Men, cette traduction fut remplacée par « Serval », pour finalement devenir « Wolverine ».
- Plusieurs tomes de la série Yakari mettent en scène un carcajou.
- Plusieurs tomes de la série Buddy Longway mettent en scène un carcajou.
- Glouton, la terreur des glaces est une bande dessinée humoristique de B-gnet.
- Carcajou, écrite par El Diablo et dessinée par Djilial Deroche. Le protagoniste se nomme Carcajou et est vêtu d'une fourrure de carcajou.

#### Littérature
- Un livre de Bernard Clavel qui parle de la vie des Indiens au Canada se nomme Le Carcajou.
- Un roman d'Yves Thériault qui conte l'histoire d'une vengeance se nomme Les Temps du carcajou
- Dans le roman policier Le Grand Nulle part de James Ellroy, le tueur mord le corps de ses victimes avec un râtelier orné de dents de glouton.
- Dans la série de romans Angélique d'Anne et Serge Golon, alors que l'héroïne s'installe au nord de l'Amérique, son fils Cantor apprivoise un glouton qu'il nomme Wolverine.
- Dans la série Instinct (tome 1 et 2) de Vincent Villeminot, l'un des personnages principaux (Ronald McIntyre) peut se métamorphoser en carcajou.
- Un livre de Félix Leclerc publié en 1972 s'appelle Carcajou ou le Diable des bois.
- Dans Le Chant du grand Nord de Nicolas Vanier, le carcajou est évoqué à de nombreuses reprises.
- Un poème du recueil Les animaux de personne de Jacques Roubaud s’intitule Le Glouton boréal.
- Dans le roman de Anne B. Ragde Un jour glacé en enfer, dans le Grand Nord norvégien, l'héroïne affronte deux gloutons venus attaquer ses chiens de traineau parqués.
- Arne Dahl dans le roman policier suédois Europa Blues, publié en traduction française aux éditions du Seuil, fait dévorer un homme par des gloutons du zoo de Skansen à Stockholm.
- Olivier Truc dans le roman policier Le Dernier Renne, éditions Métailié, décrit la méthode d'attaque d'un glouton sur un renne.

#### Télévision et cinéma
- Un carcajou apparaît en tant que figure tutélaire dans les rêves et cauchemars de la jeune Siri dans la série d'animation française Lastman, réalisée par Jérémie Périn.
- Dans la série À la Croisée des Mondes, le daemon de Lyra, Pan, prend parfois la forme d'un glouton pour la défendre ou attaquer ses ennemis.
- Dans la série Les Simpson saison 33 : épisode 11, Homer tue un glouton à coup de massue pour sauver Marge.